# Васильева, Екатерина Александровна (ватерполистка)
Екатери́на Алекса́ндровна Васи́льева (род. 30 мая 1976, Москва) — российская ватерполистка, бронзовый призёр Олимпийских игр.

## Карьера
На Олимпиаде в Сиднее в составе сборной России выиграла бронзовую медаль. Через четыре года в Афинах заняла 5-е место.